# Shaiya
 (novembre 2010).
Si vous disposez d'ouvrages ou d'articles de référence ou si vous connaissez des sites web de qualité traitant du thème abordé ici, merci de compléter l'article en donnant les références utiles à sa vérifiabilité et en les liant à la section « Notes et références ».
Shaiya: Light & Darkness est un jeu de rôle en ligne massivement multijoueur coréen en 3D. Il est également édité en français, anglais, allemand et turc par Aeria Games. La bêta ouverte française a démarré le 2 avril 2009. La bêta ouverte allemande a débuté le 3 décembre 2008.
Le téléchargement et l'accès au jeu sont entièrement gratuits. Les joueurs ont par ailleurs accès à une boutique d'objets.

## Système de jeu

### Généralités
Shaiya est un jeu de rôle en 3D se jouant exclusivement en ligne, à partir d'un « client » de jeu. Le jeu se déroule dans un univers heroic fantasy dans lequel s'affrontent les forces du bien (Alliance de la Lumière) et du mal (Union de la Fureur). À la création de son premier personnage, le joueur doit choisir son camp et ne pourra plus en changer ensuite, sauf s'il change de serveur, ou s'il supprime tous ses personnages sur un même serveur.
Le monde est vaste et se découpe en plusieurs cartes, certaines étant dédiées au PvP entre factions, et les décors sont variés.
Il existe 2 modes de jeu différents dans Shaiya.
- Normal : Ce mode requiert plus d'expérience mais donne aussi plus de points de statistiques pour chaque niveau (7 points de statistiques et 4 points de compétences). Le niveau maximum dans ce mode est de 80. Le joueur peut accéder aux objets héroïques et mythiques. Il est le mode recommandé pour commencer à jouer.
- Ultime : mode le plus difficile et le plus long en leveling. Mais dans ce mode le joueur reçoit 9 points de statistiques et 5 points de compétences par niveau, et peut porter tous les objets du jeu, y compris les divins. Cette puissance à cependant un coût : si le personnage meurt et n'est pas ressuscité dans les 3 minutes, il disparaît définitivement. Un objet de la Boutique d'Objets permet de se ressusciter soi-même. Mais à partir du niveau 31, un prêtre ou un oracle peut ressusciter un personnage Ultime.

### Guildes
Le système des Guildes du jeu Shaiya est très varié. Il existe une Maison de Guilde, lieu où le joueur bénéficie de promotions concernant les armes, l'armure ou bien tout simplement les accessoires et potions (fruits, fiole…).
On y a la possibilité d'acheter des Lapis (voir rubrique Craft et Lapis) de niveau 1 à 3 avec des réductions.
Le Gate Keeper permet de se téléporter gratuitement, si le créateur de la guilde le permet ; il peut alors développer tout comme bon lui semble.
Mais attention ce n'est pas gratuit (500 pièces d'étain par semaine).

### Races et classes

#### Alliance de la Lumière
L’Alliance de la Lumière représente le Bien dans le jeu.
- Les Humains
  - Combattant : classe de combat au corps à corps. Le Fighter combat les ennemis de près et un par un avec de puissantes attaques physiques. Armes utilisées : épée une main avec ou sans bouclier, épée deux mains, double épées, lance.
  - Defenseur : classe dont le rôle est de tanker les dégâts en groupe. Il a beaucoup de défense et de points de vie ce qui lui permet de tenir face à plusieurs ennemis, contrairement au Fighter. Il possède aussi un skill pour attirer les monstres sur lui, très utile en groupe. Armes utilisées : bouclier avec épée et massue avec bouclier et grosse massue sans bouclier.
  - Prêtre : le Prêtre est un véritable guérisseur. Il peut utiliser la magie de guérison pour lui et les membres de son groupe et il peut ressusciter les morts. Il a aussi une grande résistance aux attaques magiques, ce qui en fait une réelle menace pour les sorciers Vail. Il possède des skills pour transformer les autres, alliés ou ennemis, en animaux. Armes utilisées : sceptre ou dague.
- Les Elfes
  - Ranger : classe basée sur l'attaque furtive et rapide. Le Ranger utilise les connaissances de la forêt et de la nature pour se fondre dans l'environnement. Dissimulation, tromperie, embuscade et évasion sont les atouts du Ranger. Il peut se transformer en créature inoffensive et effrayer les ennemis. Armes utilisées : Dagues et Arme de corps à corps, il est souvent utilisé pour le pvp ou les groupes.
  - Archer : L’Archer utilise des attaques à distance qui peuvent blesser et ralentir l'ennemi, réduire sa puissance d'attaque ou le stopper complètement. Les skills spéciaux de l’Archer lui permettent d'envoyer une pluie de flèches sur l'adversaire et de faire de gros coups critiques. Armes utilisées : arc, arbalète, épée.
  - Mage : classe magique utilisant la puissance des éléments feu, terre et vent pour infliger de gros dégâts à l'ennemi. Il peut attaquer de près ou de loin en ciblant un ennemi ou plusieurs. Armes utilisées : sceptre ou dague.

#### Union de la Fureur
L’Union de la fureur représente les forces du Mal.
- Les Nordeins
  - Guerrier : classe de combat au corps à corps. Le Guerrier combat les ennemis de près et un par un avec de puissantes attaques physiques. Armes utilisées : hache une main, hache deux mains, double haches, lance.
  - Gardiens : classe dont le rôle est de tanker les dégâts en groupe. Il a beaucoup de défense et de points de vie ce qui lui permet de tenir face à plusieurs ennemis, contrairement au Guerrier. Il possède aussi un skill pour attirer les monstres sur lui, très utile en groupe. Armes utilisées : bouclier avec épée ou gourdin.
  - Chasseur : le Chasseur utilise des attaques à distance qui peuvent blesser et ralentir l'ennemi, réduire sa puissance d'attaque ou le stopper complètement. Les skills spéciaux lui permettent d'envoyer une pluie de flèches sur l'adversaire et de faire de gros coups critiques. Armes utilisées : arc, javelot, doubles haches.
- Les Vails
  - Animiste : équivalent du Mage, il utilise la puissance des éléments feu, terre et vent pour infliger de gros dégâts magiques à l'ennemi. Il peut attaquer de près ou de loin en ciblant un ennemi ou plusieurs. Armes utilisées : sceptre, dague.
  - Oracle : classe qui peut utiliser la magie de guérison pour lui et les membres de son groupe et qui peut ressusciter les morts. Il a aussi une grande résistance aux attaques magiques, ce qui en fait une réelle menace pour les Mages. Il possède des skills pour transformer les autres, alliés ou ennemis, en animaux. Armes utilisées : sceptre ou dague.
  - Assassin: cette classe est équivalente au Ranger côté Light. Elle est basée sur l'attaque furtive et rapide. L'Assassin utilise les connaissances de la forêt et de la nature pour se fondre dans l'environnement. Dissimulation, tromperie, embuscade et évasion sont les atouts de l'Assassin. Il peut se transformer en créature inoffensive et effrayer les ennemis. Armes utilisées : dagues, griffes.

### PvP
Dans Shaiya, il est possible de faire des duels 1 contre 1 avec n'importe qui (PVP: Players Vs Players ou joueur contre joueur), même un membre de la même faction, en faisant simplement un clic droit sur le personnage voulu et en choisissant l'option Duel. Les duels sont accessibles à tout niveau, et dans n'importe quel endroit, même en pleine ville.
L'autre mode de PvP est le combat faction contre faction Alliance de la Lumière contre Union de la Fureur, sur des cartes spécialement prévues pour. La première carte de ce type est accessible du niveau 1 au niveau 15. Sur cette carte, chaque alliance possède un camp de départ et doit prendre possession d'un édifice situé au centre.
Lorsqu'un joueur croise un membre de la faction ennemie, la mini-carte devient rouge et le nom de son adversaire apparaît en rouge, quel que soit son niveau. Tuer un membre de la faction ennemie rapporte de l'expérience et fait gagner des points pour avoir un Grade.
Attention au risque de perdre des objets transportés si le personnage joué se fait tuer par le camp ennemi, certains items sont prévus pour prévenir la perte d’expérience et de ses objets (Cadenas anti-pillard que l'on obtient en boutique).
Sur le champ de bataille, il n'est pas possible de comprendre les textes tapés par la faction adverse à moins d'utiliser une compétence spéciale qui le permet (Interpretation).
De nombreuses autres cartes PvP sont accessibles ensuite pour les niveaux 20 à 30, 55 à 59, 60 à 65, 65 à 70 et 1 à 80
Mais le vrai but du PVP est de capturer ou détruire la relique adverse appelée Autel pour les darks ou Ides pour les lights ; pour en capturer un, il faut commencer par tuer les gardiens qui le protègent. Pour ce faire, le mage ou le pagan sont très utiles, grâce à leur « skill » storm. Ensuite les fighters et les archers auront leur place dans la destruction de la tour.
Si beaucoup de reliques sont détruites, le bless of goddess augmente.

### Artisanat et Lapis
Le craft est une technique pour améliorer le niveau de l'arme ou l'armure. Il nécessite un lapisia (ceux-ci étant disponibles en cassable ou incassable) qui détruit ou ne détruit pas l'objet respectivement en cas d'échec. Pour enchanter on demande aussi un objet plus ou moins facile à avoir dans le jeu qui se drop sur les ennemis en jeu.
À savoir que les lapisia incassables ne sont disponibles qu'en boutique ou à acheter à un joueur en jeu mais ne se droppent pas.
On peut améliorer l'équipement récupéré sur les monstres ou lors de quêtes, en y sertissant des lapis (ou gemmes, « lapis » étant le mot latin pour « pierre », comme dans lapis-lazuli). Les lapis existent avec différents bonus (force, dex, etc.).
L'obtention des lapis, surtout de niveaux élevés, est difficile et le taux de réussite du sertissage est maximum de 50 % ; de plus, un échec peut détruire l'équipement et le lapis (Il existe un objet Porte-bonheur du forgeron qui empêche de détruire l'équipement seulement pour les lapis, que l'on trouve en boutique). Par contre, on peut récupérer un lapis déjà serti pour le remettre dans un autre équipement (avec un test de réussite pour le dessertissage et un pour le nouveau sertissage).
En plus de l'éventuel bénédiction divine, on peut acheter dans l'item mall des lapis ou des objets améliorant un peu et temporairement le taux de réussite du sertissage.

### Niveau des équipements
- Normal

Tous les modes
Pas d'emplacement à lapis
- Noble

Tous les modes
1 emplacement à lapis
- Révéré

Tous les modes
2 emplacements à lapis
- Héroïque

Modes Normal et Ultime
3 emplacements à lapis
- Féroce

Modes Normal et Ultime
4 emplacements à lapis
- Mythique

Modes Normal et Ultime
5 emplacements à lapis
- Divin

Seulement pour le Mode Ultime
6 emplacements à lapis
De nouvelles armes et armures sont désormais disponibles depuis l'arrivée de l'épisode 7 ; elles contiennent six emplacements à lapis et sont disponibles pour les modes de jeu Difficile et Ultime.